# قطعنامه ۱۰۶۰ شورای امنیت
قطعنامه  ۱۰۶۰ شورای امنیت سازمان ملل متحد که در تاریخ ۱۲ ژوئن ۱۹۹۶ تصویب شد، سندی بین‌المللی دربارهٔ بررسی وضعیت میان عراق و کویت است. این قطعنامه طی نشست ۳۶۷۲ام با ۱۵ رای موافق، ۰ مخالف و ۰ ممتنع تصویب شد.